# 吉尔·布朗
吉尔·布朗（英語：Gill Brown，1965年2月26日—），英国前女子曲棍球运动员。她曾代表英国国家队参加1988年夏季奥林匹克运动会曲棍球比赛，结果队伍获得第四名。